# St. Louis Film Critics Association Awards 2008
La premiazione per la 5ª edizione St. Louis Film Critics Association Awards si è tenuta il 15 dicembre 2008.

## Vincitori e candidati

### Miglior film
- Il curioso caso di Benjamin Button (The Curious Case of Benjamin Button), regia di David Fincher
- Milk, regia di Gus Van Sant
- The Millionaire (Slumdog Millionaire), regia di Danny Boyle
- Il cavaliere oscuro (The Dark Knight), regia di Christopher Nolan
- Frost/Nixon - Il duello (Frost/Nixon), regia di Ron Howard

### Miglior attore
- Sean Penn - Milk
- Frank Langella - Frost/Nixon - Il duello (Frost/Nixon)
- Richard Jenkins - L'ospite inatteso (The Visitor)
- Mickey Rourke - The Wrestler
- Leonardo DiCaprio - Revolutionary Road

### Miglior attore non protagonista
- Heath Ledger - Il cavaliere oscuro (The Dark Knight) (postumo)
- Josh Brolin - Milk
- Robert Downey Jr. - Tropic Thunder
- Michael Shannon - Revolutionary Road
- Jeffrey Wright - Cadillac Records
- John Malkovich - Burn After Reading - A prova di spia (Burn After Reading)

### Miglior attrice
- Kate Winslet - Revolutionary Road  e The Reader - A voce alta (The Reader)
- Angelina Jolie - Changeling
- Cate Blanchett - Il curioso caso di Benjamin Button (The Curious Case of Benjamin Button)
- Anne Hathaway - Rachel sta per sposarsi (Rachel Getting Married)

### Miglior attrice non protagonista
- Viola Davis - Il dubbio (Doubt)
- Taraji P. Henson - Il curioso caso di Benjamin Button (The Curious Case of Benjamin Button)
- Penélope Cruz - Vicky Cristina Barcelona
- Marisa Tomei - The Wrestler
- Frances McDormand - Burn After Reading - A prova di spia (Burn After Reading)
- Amy Adams - Il dubbio (Doubt)

### Miglior regista
- Danny Boyle - The Millionaire (Slumdog Millionaire)
- Ron Howard - Frost/Nixon - Il duello (Frost/Nixon)
- David Fincher - Il curioso caso di Benjamin Button (The Curious Case of Benjamin Button)
- Gus Van Sant - Milk
- Christopher Nolan - Il cavaliere oscuro (The Dark Knight)

### Migliore sceneggiatura
- Peter Morgan - Frost/Nixon - Il duello (Frost/Nixon)
- Eric Roth e Robin Swicord - Il curioso caso di Benjamin Button (The Curious Case of Benjamin Button)
- Nick Schenk - Gran Torino
- Simon Beaufoy - The Millionaire (Slumdog Millionaire)
- Dustin Lance Black - Milk

### Miglior fotografia
- Mandy Walker - Australia
- Claudio Miranda - Il curioso caso di Benjamin Button (The Curious Case of Benjamin Button)
- Wally Pfister - Il cavaliere oscuro (The Dark Knight)
- Roger Deakins - Revolutionary Road
- Anthony Dod Mantle - The Millionaire (Slumdog Millionaire)
- Harris Savides - Milk

### Migliori musiche
- L'ospite inatteso (The Visitor)
- Gran Torino
- WALL•E
- Cadillac Records
- Il cavaliere oscuro (The Dark Knight)

### Miglior film in lingua straniera
- The Millionaire (Slumdog Millionaire), regia di Danny Boyle • India / Regno Unito / USA
- Lasciami entrare (Låt den rätte komma in), regia di Tomas Alfredson • Svezia
- La classe - Entre les murs (Entre les murs), regia di Laurent Cantet • Francia
- Ti amerò sempre (Il y a longtemps que je t'aime), regia di Philippe Claudel • Francia
- Non dirlo a nessuno (Ne le dis à personne), regia di Guillaume Canet • Francia

### Miglior film di animazione
- WALL•E, regia di Andrew Stanton
- Kung Fu Panda, regia di Mark Osborne e John Stevenson
- Madagascar 2 (Madagascar: Escape 2 Africa), regia di Eric Darnell e Tom McGrath
- Bolt - Un eroe a quattro zampe (Bolt), regia di Chris Williams e Byron Howard
- Chicago 10, regia di Brett Morgen
- Valzer con Bashir (ואלס עם באשיר), regia di Ari Folman

### Migliori effetti speciali
- Il cavaliere oscuro (The Dark Knight)
- Il curioso caso di Benjamin Button (The Curious Case of Benjamin Button)
- Iron Man
- Speed Racer
- WALL•E
- Synecdoche, New York

### Miglior documentario
- Man on Wire - Un uomo tra le Torri, regia di James Marsh
- Body of War, regia di Ellen Spiro e Phil Donahue
- Pray the Devil Back to Hell, regia di Gini Reticker
- Shine a Light, regia di Martin Scorsese
- Standard Operating Procedure - La verità dell'orrore (Standard Operating Procedure), regia di Errol Morris

### Migliore commedia
- Burn After Reading - A prova di spia (Burn After Reading), regia di Joel ed Ethan Coen
- Zack & Miri - Amore a... primo sesso (Zack and Miri Make a Porno), regia di Kevin Smith
- Tropic Thunder, regia di Ben Stiller
- Non mi scaricare (Forgetting Sarah Marshall), regia di Nicholas Stoller
- Role Models, regia di David Wain

### Film più originale e innovativo
- Il curioso caso di Benjamin Button (The Curious Case of Benjamin Button), regia di David Fincher
- WALL•E, regia di Andrew Stanton
- Speed Racer, regia di Lana e Lilly Wachowski
- Valzer con Bashir (ואלס עם באשיר), regia di Ari Folman
- The Millionaire (Slumdog Millionaire), regia di Danny Boyle
- Synecdoche, New York, regia di Charlie Kaufman